# HSPA+

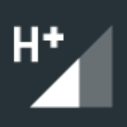
Simbol HSPA+ (date mobile) pe un dispozitiv Android, versiunea 6.0.1

Evolved High Speed Packet Access, HSPA+, HSPA (Plus) sau HSPAP este un standard tehnic pentru telecomunicații în bandă largă fără fir. Este a doua fază a HSPA, care a fost introdusă în versiunea 7 a 3GPP și care este îmbunătățită în versiunile ulterioare 3GPP. HSPA+ poate atinge rate de date de până la 42,2 Mbit/s. Introduce tehnologii de antenă, cum ar fi beamforming și MIMO (MIMO). Beamformingul concentrează puterea transmisă a unei antene într-un fascicul spre direcția utilizatorului. MIMO utilizează mai multe antene la partea de trimitere și primire. Versiunile ulterioare ale standardului au introdus funcționarea dublă a vehiculului, adică utilizarea simultană a doi transportori de 5 MHz. Tehnologia oferă, de asemenea, îmbunătățiri semnificative ale duratei de viață a bateriei și timp de trezire din timp inactiv, oferind o adevărată conexiune permanentă. HSPA+ este o evoluție a HSPA care îmbunătățește rețeaua 3G existentă și oferă o metodă pentru operatorii de telecomunicații să migreze către viteze 4G, care sunt mai comparabile cu vitezele disponibile inițial ale rețelelor LTE mai noi, fără a implementa o nouă interfață radio. HSPA+ nu trebuie confundat cu LTE, care folosește o interfață aeriană bazată pe modularea ortogonală a divizării frecvenței și accesul multiplu.
Advanced HSPA+ este o evoluție suplimentară a HSPA+ și oferă rate de biți de până la 84,4 și 168 Megabiți pe secundă (Mbit/s) la downlink și 22 Mbit/s de uplink în condiții ideale de semnal. Tehnic, acestea se realizează prin utilizarea unei tehnici cu antenă multiplă cunoscută sub numele de MIMO (pentru „Multiple Input Multiple Output”) și modulare de ordine superioară (64QAM) sau prin combinarea mai multor celule într-una cu o tehnică cunoscută sub numele de Dual-Cell HSDPA.

## Legături externe
- 3GPP Specifications Home Page
- ETSI GSM UMTS 3GPP Numbering Cross Reference
- HSPA LTE Link Budget Comparison
- Public HSPA Discussion Forum
- EDGE, HSPA & LTE
- QUALCOMM to Deliver 28 Mbps Mobile Broadband with HSPA+
- HSPA+ Upgrade in Sri Lanka
- Sri Lanka; Local 28.8 Mbit/s downlink HSPA trial a 'success'
- HSPA now "officially" 4G